# Пако — боевая машина смерти
Пако — боевая машина смерти (итал. Vendetta dal futuro) (Возмездие из будущего; в англоязычном прокате — англ. Hands of Steel (Руки из стали) — итальянский фантастический боевик. Режиссёр Серджо Мартино, в главных ролях Дэниел Грин, Джордж Истмен и Джон Сэксон.
Съёмки фильма проходили в штате Аризона, некоторые сцены был сняты в Большом каньоне и городе Аркосанти . На съёмках возле города Пейдж при столкновении вертолёта с мостом Навахо погиб актёр Клаудио Кассинелли.
Фильм Vendetta dal futuro прошёл итальянскую цензуру в 1986 году. Фильм вышел под английскими названиями Atomic Cyborg и Hands of Steel. Театральный постер создал прославленный автор постеров Ренато Кассаро

## Описание сюжета
Богатый и беспринципный промышленник Фрэнсис Тёрнер создаёт из людей киборгов, которые выполняют его задачи. Один из киборгов по имени Пако, совершив несколько убийств по приказу Тёрнера, проникается чувствами к девушке Линде, становится более человечным и совершает побег. Тёрнер пускает по его следам преступников, одного из своих киборгов, а в конце и сам отправляется на охоту во главе своего элитного отряда.

## В ролях
- Дэниел Грин — Пако Керуак
- Джанет Агрен — Линда
- Клаудио Кассинелли — Питер Хауэлл
- Джон Сэксон — Фрэнсис Тёрнер
- Джордж Истмен — Рауль Моралес
- Роберто Бисакко — Купер
- Андреа Коппола — Эдди
- Франко Фантазиа — преподобный Артур Мосли (нет в титрах)